# Ctenomaeus senex
Ctenomaeus senex är en skalbaggsart som beskrevs av Schmidt 1922. Ctenomaeus senex ingår i släktet Ctenomaeus och familjen långhorningar. Inga underarter finns listade i Catalogue of Life.